# Županja
Županja (Hongaars: Zsupanya) is een stad in Oost-Slavonië en ten Westen van Srijem in Kroatië. De stad ligt 24 kilometer ten zuidwesten van Vinkovci. Županja maakt deel uit van de provincie Vukovar-Srijem. Er wonen per 2001 13.775 mensen in Županja, en er wonen ook nog 2608 mensen in Štitar, een dorp vlak bij Županja dat deel uitmaakt van dezelfde provincie.
Županja ligt aan de rivier de Sava tegenover Bosnië en Herzegovina, de brug over de rivier is ook een grensovergang. De snelweg Zagreb-Slavonski Brod-Belgrado ligt net ten noorden van de stad en een spoorlijn vanuit Vinkovci sluit aan in Županja.

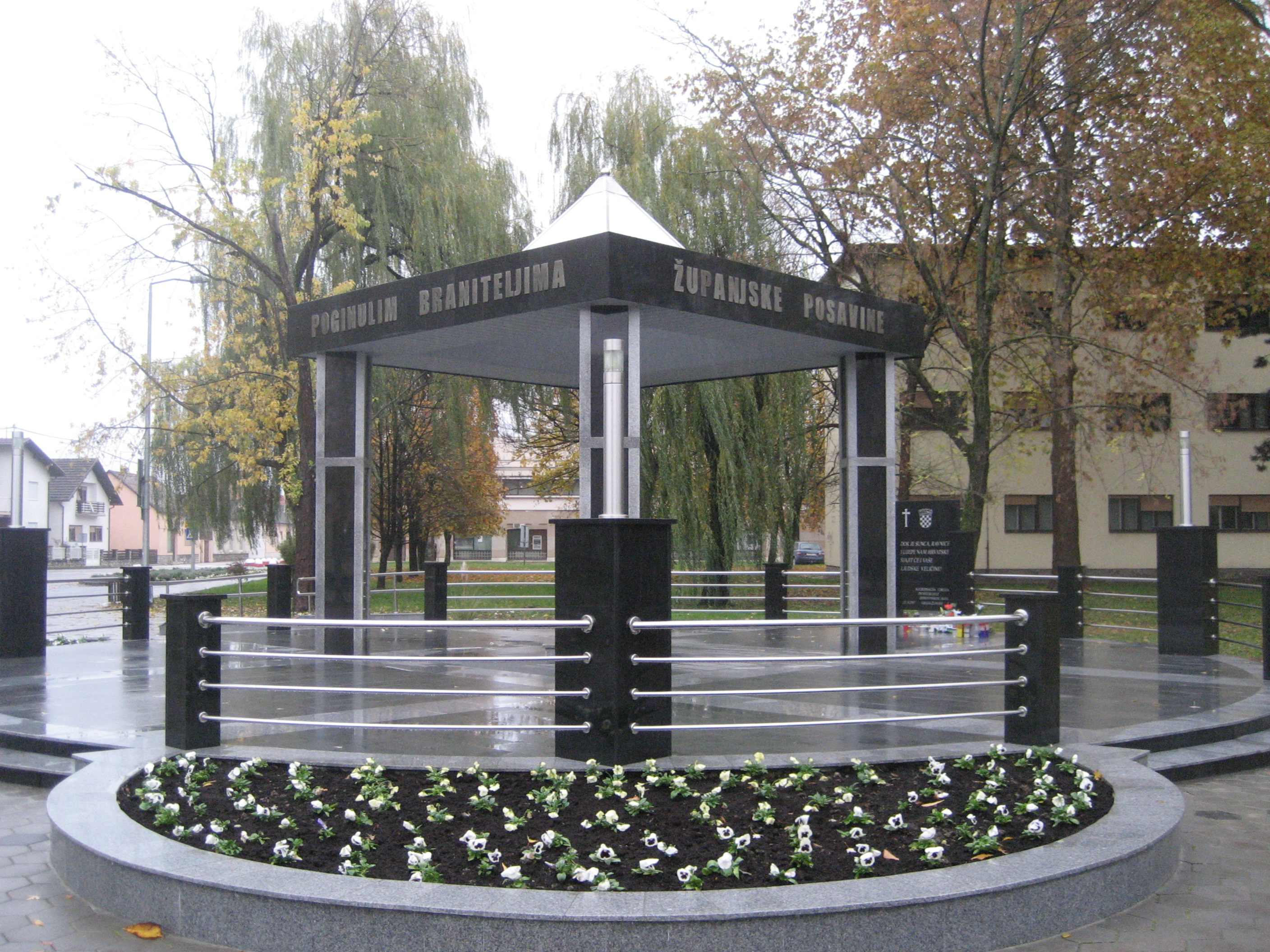
Gedenkteken
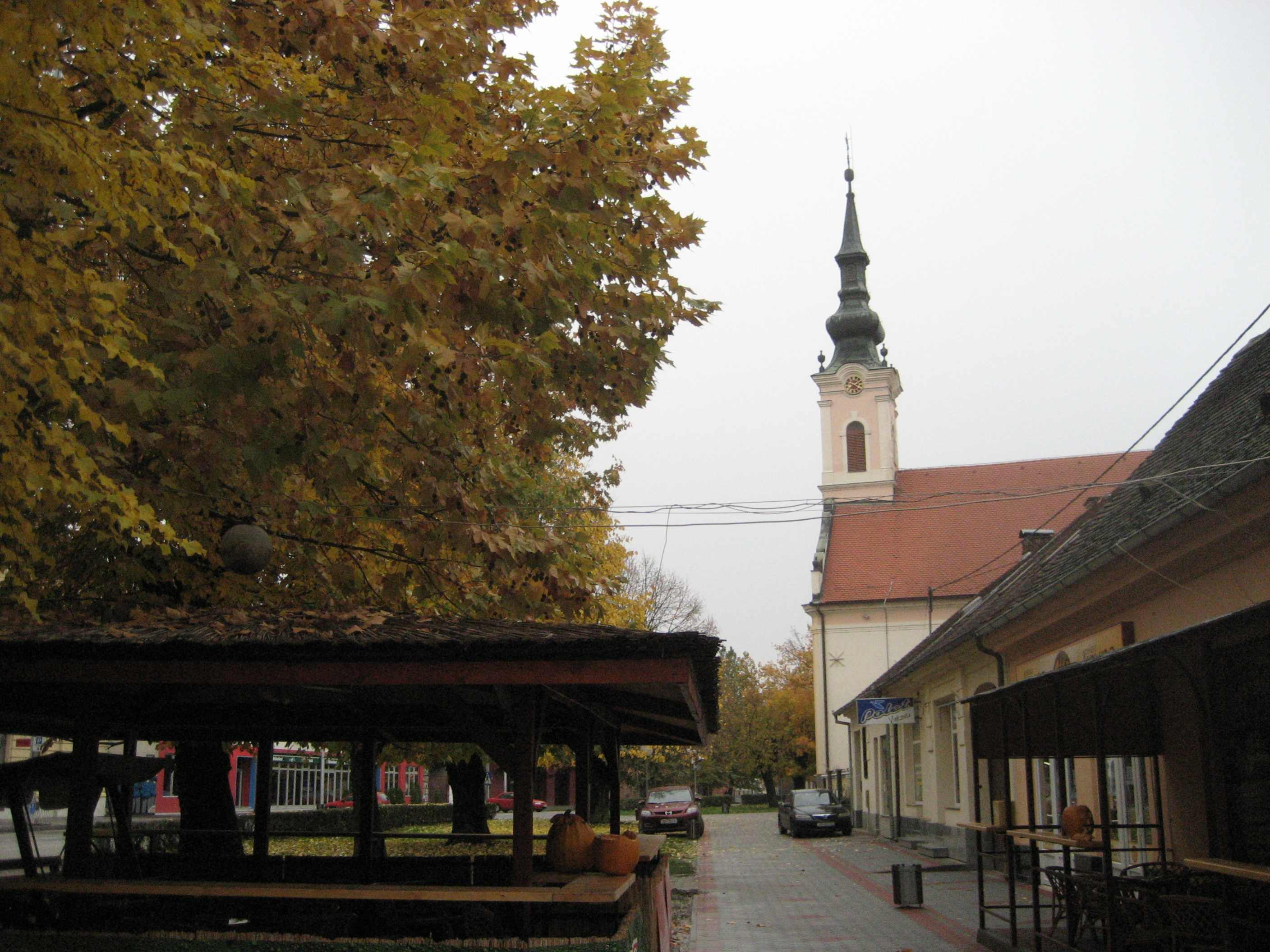
Zupanja stadscentrum
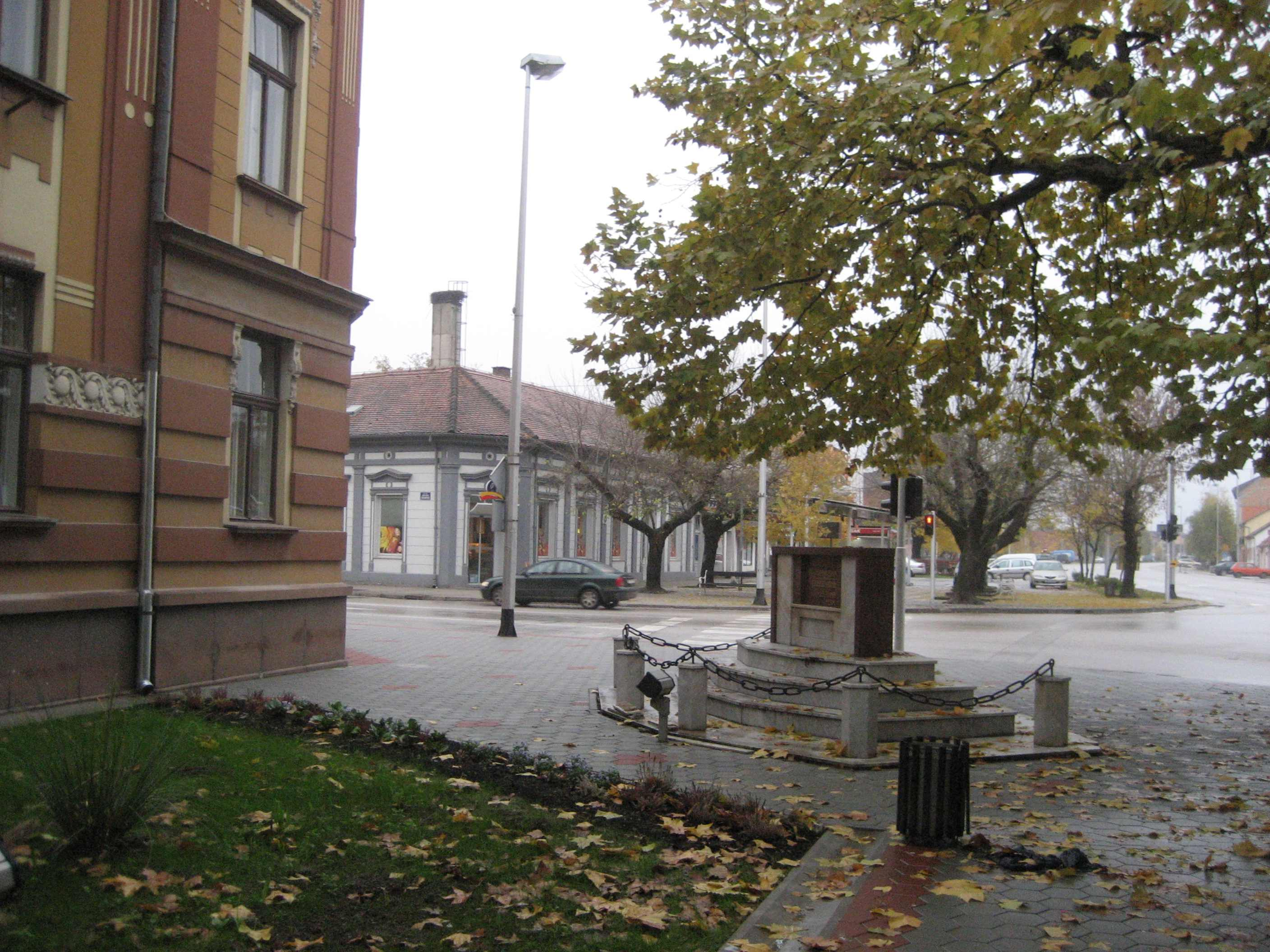
Zupanja

Steden (gradovi): Ilok · Otok · Vinkovci · Vukovar · Županja

Gemeenten (općine): Andrijaševci · Babina Greda · Bogdanovci · Borovo · Bošnjaci · Cerna · Drenovci · Gradište · Gunja · Ivankovo · Jarmina · Lovas · Markušica · Negoslavci · Nijemci · Nuštar · Privlaka · Stari Jankovci · Stari Mikanovci · Štitar · Tompojevci · Tordinci · Tovarnik · Trpinja · Vođinci · Vrbanja